# Echthrus abdominalis
Echthrus abdominalis är en stekelart som beskrevs av Cresson 1868. Echthrus abdominalis ingår i släktet Echthrus och familjen brokparasitsteklar. Inga underarter finns listade i Catalogue of Life.